# Lac Titan
Le lac Titan est un lac de Bucarest dans le Secteur 3 dans le quartier Titan. Il est situé dans le parc portant le même nom ainsi que dans le Parc Alexandru Ioan Cuza, la Strada Liviu Rebreanu séparant les deux parcs.